# Ecuación de Fisher (economía)
En finanzas y macroeconomía, la hipótesis de Fisher o efecto de Fisher establece que la tasa de interés nominal se ajusta para reflejar cambios en la tasa de interés real y en la inflación esperada. Específicamente, la tasa de interés de un bono o un préstamo es aproximadamente equivalente a la suma de la tasa de interés real y la tasa de inflación que se espera durante el período del bono o préstamo.  
La hipótesis se expresa a través de la ecuación de Fisher usando {\textstyle i} para la tasa nominal, {\textstyle r} para la tasa real y {\textstyle \pi ^{e}} para la tasa de inflación esperada:
{\displaystyle i\approx r+\pi ^{e}}
En finanzas, la ecuación sirve para explicar la tasa nominal de interés en función de la tasa real de interés y la inflación. De los tres conceptos que la ecuación relaciona, asumimos que la inflación y la tasa real de interés son determinados fuera de la ecuación (son exógenas o predeterminadas). Por ejemplo, la inflación puede depender de expectativas sobre futura inflación o del déficit fiscal mientras que la tasa real de interés estar dada por las características institucionales o preferencias de las personas en una economía. Por lo tanto, una vez que la inflación y la tasa real están determinadas, la ecuación de Fisher dará el valor de la tasa nominal de interés. 
Estrictamente, la ecuación de Fisher no es lo mismo que la hipótesis aunque en ocasiones se refiere a la ecuación implicando la hipótesis. La ecuación es una solución matemática única que surge del comportamiento a nivel del individuo, prestamista o prestatario, de maximización de la ganancia. La hipótesis de Fisher, en cambio, es una afirmación más fuerte pues establece que la tasa real puede afectar la tasa nominal pero no a la inversa. Es decir, las variables reales afectan las nominales pero no a la inversa. En la ecuación de Fisher las variables nominales son la tasa de interés nominal {\textstyle i} y la tasa de inflación esperada {\textstyle \pi ^{e}}. Este resultado es la piedra angular del concepto en macroeconomía de neutralidad del dinero. 
De la ecuación se deduce que la tasa de interés nominal por un préstamo dependerá directamente de la inflación y la tasa real: a mayor inflación, mayor tasa de interés nominal; a mayor tasa de interés real, mayor tasa de interés nominal. 
La ecuación toma el nombre del economista estadounidense Irving Fisher(1867-1947) autor del libro La teoría del interés en 1930.

## Deducción a través de ejemplos

### Ejemplo como prestatario
Imagínese que Bruno toma un préstamo de $ 12 para la compra de una caja con 12 huevos a una tasa de interés nominal anual (TNA) del 8% con un plazo al vencimiento de 1 año. Durante ese año la inflación fue del 4% ¿Cuánto paga Bruno de interés en términos reales (medido en bienes)? La tasa nominal de interés del 8% nos da el interés nominal, es decir, medido en unidades monetarias (pesos, euros, etc);  más no en bienes de consumo. En particular, nuestro objetivo es saber cuántos huevos pagamos como interés por el préstamo.
Al inicio del año, Bruno pagó $ 12 por 12 huevos, ergo, el precio de cada huevo fue de $ 1. Como la inflación fue del 4% al final del año el precio del huevo ascendió a $ 1 + ($1 x 4%) igual $ 1.04.
El interés nominal pagado fue de $ 12 x 8% = $ 0,96. Nótese que este interés se paga al final del año, cuando el precio de los huevos es de $ 1,04; mientras que el préstamo de $ 12 fue otorgado al inicio del año cuando el precio de los huevos era de $ 1. He aquí que el interés real pagado (medido en huevos) ha sido menor a la tasa nominal del 8% porque el precio de los huevos aumentó durante el período. Es decir, si vendiésemos los huevos al final de período ganaríamos $ 0.04 por cada uno de los 12 huevos (un 4% adicional, compramos por $1, venderíamos a $1.04). En este caso, esto equivale a una ganancia de 12 x $ 0.04 = $ 0.48.  Esto significa que a los $ 0.96 que pagamos de interés nominal debemos restarle el aumento en el valor de los productos que compramos dándonos un interés neto de $ 0.48. 
Por último, como nuestro objetivo es medir el interés pagado en bienes (huevos en este ejemplo) debemos dividir los $0.48 por el nuevo precio de los huevos: $ 0,48 / $ 1,04 = 0,46 huevos. De un préstamo de 12 huevos, pagamos 0,46 huevos en concepto de interés, esto nos da una tasa de interés real del 3.83% (= 0,46 / 12 ). Como anticipamos, esta tasa es menor a la tasa nominal del 8%.

### Ejemplo como prestamista
Suponga que Ana decide no consumir su ingreso y ahorrarlo. Por no consumir, Ana exige que por su ahorro se la compense en el futuro con un retorno en mayores bienes (retorno real) de al menos el 3%. Asimismo, Ana espera que la tasa de inflación sea del 4%.
Ana elegirá de todas las opciones de ahorro disponibles la que provea el mayor retorno. Si ninguna provee más de 3%, Ana no ahorrará. 
Una opción para Ana sería ahorrar en bienes, por ejemplo, comprando nueces que tienen un precio de {\displaystyle p_{1}}. Si Ana espera que el precio de las nueces se incremente al final del año a {\displaystyle p_{2}}, su tasa de ganancia o retorno real {\displaystyle r} estará dada por:
{\displaystyle 1+r={\frac {\text{Valor al final}}{\text{Inversion inicial}}}={\frac {p_{2}}{p_{1}}}=(1+\pi )}en donde {\displaystyle \pi } es la tasa de inflación durante el año tal que si la tasa de inflación es del 4% entonces {\displaystyle \pi =0.04}.
Es decir que si Ana ahorrase en bienes (nueces) obtendrá un retorno de {\displaystyle 1+\pi } dado por la tasa de inflación.
Otra opción de ahorro para Ana es realizar un préstamo a su amigo Bruno. Bruno esta dispuesto a pagar una tasa de interés por el préstamo de {\displaystyle i} i. Ana le presta $1 cuando el precio de los bienes como las nueces es de {\displaystyle p_{1}} por lo que medido en bienes su préstamo al inicio del período es de {\displaystyle {\frac {1}{p_{1}}}}. Al final del año, Ana recibe {\displaystyle \$1+i} $ de la devolución del principal y el interés.. Nuevamente medido en bienes esto representa {\displaystyle {\frac {1+i}{p_{2}}}}. Como en el caso anterior, la tasa de ganancia o rentabilidad para Ana será:
{\displaystyle 1+r={\frac {\text{Valor final}}{\text{Inversión inicial}}}={\frac {\frac {(1+i)}{p_{2}}}{\frac {1}{p_{1}}}}=(1+i){\frac {1}{\frac {p_{2}}{p_{1}}}}={\frac {1+i}{1+\pi }}}y la tasa de retorno real por el préstamo está dada por la tasa de interés nominal descontada o deducido el efecto de la inflación durane el período.

### Generalización
Generalizando el ejemplo anterior para el caso de un préstamo de $ 1 unidad monetaria de Ana a Bruno tenemos lo siguiente. Al final del período, Bruno pagará un interés nominal de {\displaystyle i}:
{\displaystyle {\text{Pago al final}}=1+i}
El valor de los bienes durante la vida del préstamo aumentaron {\displaystyle \pi } esto incluye las nueces o los mismos bienes que Bruno compró con el préstamo. Para el prestamista, Ana, esto implica una pérdida de {\displaystyle \pi } en el valor en el dinero que prestó. Es decir que Ana perdió de retorno {\displaystyle i-\pi } por cada $ 1 del préstamo. 
Por último, al final del préstamo, como los precios de los bienes han cambiado, el valor del interés en bienes reales está dado por el nuevo nivel de precios o equivalentemente, por el "viejo" nivel más la tasa de inflación, esto es: 
{\displaystyle r={\frac {i-\pi }{1+\pi }}}
esto es igual al valor real del interés {\displaystyle r} que Bruno pagó y Ana recibió

## Inflación e inflación esperada
Adviértase que la inflación {\displaystyle \pi } no es conocida al momento de realizar o tomar un préstamo, mientras que en general la tasa nominal de interés {\displaystyle i} lo es. Reconocer esto implica reconocer la incertidumbre de la operación. Al momento de otorgar un préstmao, el prestamista (Ana), debe estimar la inflación del período. Si su estimación es menor a la inflación que luego ocurre, podría tener una tasa de retorno real negativa.
De forma análoga, el prestatario, Bruno en el ejemplo anterior, si sobreestima la inflación que luego ocurre, pagará una tasa real d einterés muy alta.
En teoría económica estas expectativas respecto a la tasa de inflación que ocurrirá durante el período se reconocen explícitamente redefiniendo la variable {\displaystyle \pi } como el valor esperado de la inflación para el periodo. Esto transforma la tasa de interés real de una variable conocida a una variable aleatoria, es decir, no conocida de antemano con perfección. Matemáticamente {\displaystyle r_{t}} se convierte en un valor esperado, 
{\displaystyle \mathbb {E} _{t-1}\left[r_{t}\right]={\frac {i_{t}-\mathbb {E} _{t-1}\left[\pi _{t}\right]}{1+\mathbb {E} _{t-1}[\pi _{t}]}}}en donde los subscritos {\displaystyle t} destacan que la tasa de interés real del periodo {\displaystyle t} depende de las expectativas de inflación al principio del período.
Nótese como la tasa de interés real ocurrida puede ser negativa si la inflación realizada durante {\displaystyle t},  {\displaystyle \pi _{t}}, fue mayor a la esperada {\displaystyle \mathbb {E} _{t-1}\left[\pi _{t}\right]}.  En efecto, como en los ejemplos anteriores, si la inflación realizada es mayor a la que Ana esperaba cuando otorgó el prestamos el retorno que Ana obtendría del préstamo sería menor a su objetivo del 3%. En ese caso, Ana hubiese estado mejor comprando nueces antes que prestándole dinero a Bruno. Cuando la inflación realizada es mayor a la que se esperaba, decimos que existe una transferencia de recursos de acreedores (Ana) a deudores (Bruno).